# Крик тишины (фильм, 2019)
«Крик тишины» — российская военная драма, экранизация режиссёра Владимира Потапова. Фильм снят по повести Тамары Цинберг «Седьмая симфония». Премьера фильма состоялась 27 января 2019 года. Последняя кинороль Владимира Меньшова.

## Сюжет
Действие кинофильма происходит в блокадном Ленинграде в феврале 1942 года.
Фильм повествует о девочке-подростке, сироте Кате и маленьком мальчике, которого управхоз Анна Васильевна передаёт во время бомбёжки. Мальчика Митю, живущего в этом же подъезде, бросила мать. Эвакуировавшись одна, бросив ребёнка на верную смерть одного в холодной пустой квартире, так как через Ладогу не разрешали везти детей младше 3 лет из-за страшных морозов. Дом, в котором они проживают, оказывается разбомблен, дети чудом спаслись, спрятавшись в бомбоубежище. Управхоз Анна Васильевна погибает при бомбёжке, а Катя остаётся с мальчиком на руках, даже не зная его имени и фамилии. Приняв на себя ответственность за малыша, Катя выдаёт его за младшего брата. Дети поселились в другом доме, где управхоз выписал на мальчика новую метрику. Так Митя Воронов стал Сережей Никаноровым.
В это время родной отец ребёнка, воюющий на Ленинградском фронте, приходит на побывку, и видит оставшееся пепелище от жилого дома, в котором проживала его семья. Ему говорят, что жена эвакуировалась как раз накануне той бомбёжки, а сын якобы умер. Случайно на улице Воронов знакомится с Катей, которая торопится домой к своему Серёже. Катя помогает Воронову пройти проходными дворами, так как во время артобстрела проход по улицам был закрыт. Возле дома, где поселились Катя и Серёжа, Воронов прощается с девочкой, отдав ей хлеб и консервы, которые вёз своей семье, тем самым фактически спасая детям жизнь, ведь карточек на малыша у Кати ещё не было. Спустя 10 месяцев, зимой 1943 года, Воронов был ранен и, находясь в госпитале, получил письмо от жены, которая пишет о том, что их сын Митя умер, а она сама в эвакуации встретила другого и просит её простить. Потрясённый предательством близкого человека и подтверждением смерти сына герой находит утешение в дружбе с Катей, которая в этом же госпитале помогала ухаживать за ранеными, а после выписки идёт по просьбе Кати к ним в гости, чтобы скоротать время перед отъездом на фронт. В конце концов Катя, провожая Воронова на фронт, признаётся ему, что мальчик — не её родной брат, что во время бомбёжки ей отдала малыша управхоз Анна Васильевна, а жил мальчик в квартире этажом выше. Воронов, услышав имя управхоза, понимает, что малыш и есть его Митя, что Катя спасла его сына и понимает, что ему есть ради кого жить и к кому вернуться с войны живым.

## Награды
- 2019 — диплом и приз Российского военно-исторического общества «За верность исторической правде»[3].
- 2019 — 27-й Всероссийский фестиваль «Виват кино России!» в Санкт-Петербурге[4]:
  - приз «За лучшую режиссуру» Владимиру Потапову
  - приз «За лучшую женскую роль» Алине Саргиной
  - приз «За лучшую мужскую роль» Артёму Быстрову
  - гран-при фестиваля «Лучший фильм»
- 2019 — Фестиваль «Провинциальная Россия» в городе Ейске: «Приз зрительских симпатий»[5]
- 2019 — 23-й Всероссийский фестиваль визуальных искусств в ВДЦ «Орлёнок»[6]:
  - специальный приз «На благо мира» Владимиру Потапову
  - приз за лучшую женскую роль второго плана — Светлана Марцинкевич
  - диплом "2-й степени в номинации «Кинематограф»
  - диплом в номинации «Кинематограф» — «За бережное сохранение исторической памяти» Владимиру Потапову
- 2019 — международный фестиваль «Любовь в каждом сердце»: приз «За лучший сценарий»[7]
- 2019 — международный фестивал «Cine a la vista» (Аргентина): «Лучший полнометражный фильм»[8]
- 2019 — кинофестиваль «Волоколамский рубеж»: приз Российского военно-исторического общества «За воплощение на экране героической истории Отечества»[9]
- 2019 — кинофестиваль «Детский Киномай» (Нижний Новгород): приз «За сохранение исторической памяти значимых событий страны»[10]
- 2019 — кинофестиваль «Золотой Феникс» (Смоленск): приз имени писателя Бориса Васильева — автору сценария Александру Бородянскому[11]
- 2019 — кинопремия «На благо мира»: гран-при режиссёру Владимиру Потапову за фильм «Крик тишины»[12]
- 2020 — XXVIII кинофестиваль «Алые паруса Артека»: приз «Самый-самый» за самый лучший фильм[13]

Эта постановка является ремейком картины «Зимнее утро» (1966), который также был снят по сюжету повести Тамары Цинберг «Седьмая симфония».

## В ролях

### В главных ролях
| Актёр         | Роль    |
| ------------- | ------- |
| Алина Саргина | Катя    |
| Лева Гиршов   | Митя    |
| Артём Быстров | Воронов |

### В ролях
| Актёр                         | Роль                |
| ----------------------------- | ------------------- |
| Светлана Смирнова-Марцинкевич | Зина Воронова       |
| Владимир Меньшов              | Антон Иванович      |
| Надежда Маркина               | Анна Васильевна     |
| Людмила Егорова               | Евгения Петровна    |
| Наталия Фиссон                | старушка            |
| Сергей Паршин                 | Трифонов            |
| Мария Кононова                | Валя                |
| Александр Жданов              | квартальный         |
| Дарья Анишина                 | Света               |
| Владимир Потапов              | начальник на заводе |
| Николай Клочьев               | милиционер          |
| Наталия Кадочникова           | заведующая детсадом |